# Chœur Montjoie Saint-Denis
Pour les articles homonymes, voir Montjoie ! Saint-Denis !.
Le chœur Montjoie Saint-Denis est une chorale d'amateurs français créée en 1979, qui interprète et enregistre des « chants de tradition » français. 

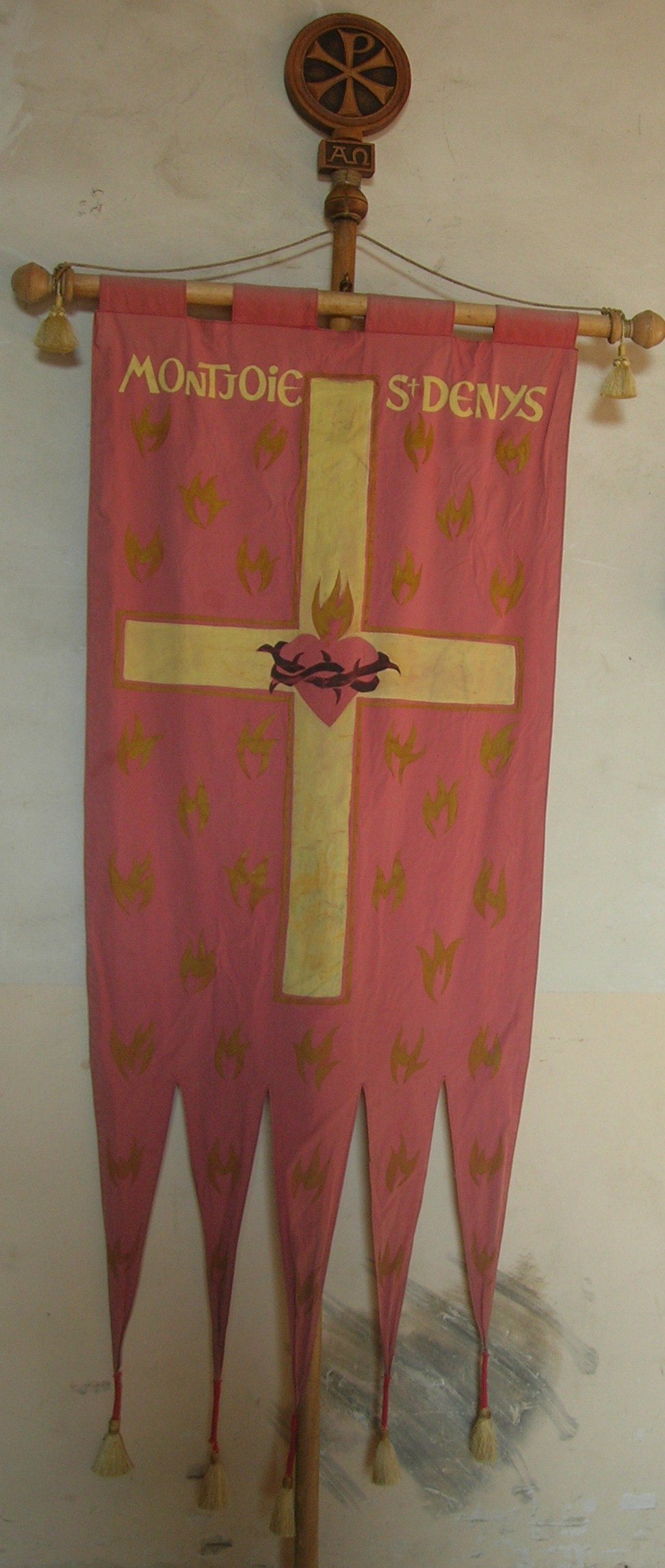
Oriflamme Montjoie.

## Historique
Le chœur est créé en 1979 par Jacques Arnould,, un ancien chef scout catholique, désireux de transmettre la mémoire populaire par le chant. 
Son répertoire est composé de plus de 750 chants régionaux, militaires, paysans, ouvriers, historiques scouts ou religieux complétés par des compositions contemporaines. 
En plus de quarante ans d'activité, sous la direction de Jacques Arnould, le chœur Montjoie Saint-Denis a enregistré plus de deux cent cinquante chansons, regroupées en une trentaine d'albums. 
Proche de la droite catholique traditionaliste, il se produit lors des nombreux évènements qui lui sont liés, la plupart du temps en costumes historiques : pèlerinages de Chartres, fêtes des Bleu-blanc-rouge du Front national dans les années 1980-1990, université d'été du centre Charlier, etc.
Le chœur chante également aux obsèques de plusieurs personnalités amies : Serge de Beketch en 2007, François Brigneau en 2012, ou encore Roger Holeindre en 2020. 
En mai 2013, il prend part à la « Fête nationale de Jeanne d'Arc et du patriotisme », organisée par le ministère délégué chargé des Anciens Combattants, devant la statue équestre de Jeanne d'Arc érigée place des Pyramides à Paris.
Dans sa lignée, deux autres chorales ont été créées par d’anciens membres : le chœur de la Joyeuse Garde à Lyon en 1998 et le chœur de l'Oriflamme à Orléans en 2019.

## Discographie
La quasi-totalité des enregistrements du chœur Montjoie Saint-Denis a été produite par la Société d'études et de relations publiques (SERP), fondée entre autres par Jean-Marie Le Pen en 1963, et active jusqu’en 1999.

### Chants d'Europe
Sortis initialement sous la forme de disques vinyles, ils ont ensuite été publiés en cassettes audios puis actuellement en CD.

### Histoire
Chants de foi, de fête et de guerre du Moyen Âge

### Chants militaires
Dans cette rubrique se regroupent les chants de tradition des armes, des corps, des épopées. Ils rythment les sacrifices des générations qui ont servi le pays.

## Distinction
- Prix Renaissance des arts 2008[12].